# Alonso Ruiz de Herrera
Alonso Ruiz de Herrera (Cuéllar (Segovia) siglo XV – siglo XVI)  fue un militar español del rey Carlos I de España que intervino activamente en la batalla de Noáin (1521), asalto que formó parte de la conquista de Navarra por parte de Castilla y Aragón contra los franceses.
Fue reconocido en la batalla tras arrebatar de las manos el estandarte que portaba el general André de Foix, señor de Lesparrou, a quien hizo prisionero.